# Leonid Ossipenko
Leonid Ossipenko, né le 11 mai 1920 à Khroustalny et mort le 14 mars 1997 à Obninsk, est un militaire appartenant à la marine soviétique. Il a servi à bord de sous-marins dont le K3.

## Biographie
Leonid Ossipenko a grandi à Rostov ainsi qu'à Grozny. Il a terminé ses études secondaires en 1937 et a intégré l’École industrielle de Novotcherkassk. En août 1938, à la suite d' un comité des Jeunesses communistes, il s’enrôle dans la marine de guerre soviétique.

### Carrière miliaire
En décembre 1941, il sert à bord des sous-marins Brochets. Il devient commandant en 1945. 
Il est le commandant du K3 en 1955. En juin 1959, il est honoré du titre de Héros de l'Union soviétique avec remise de la médaille Étoile d'or et de l'ordre de Lénine. À la fin de l'année 1959, il est muté à la centrale nucléaire d'Obninsk en qualité de responsable du centre de formation de la centrale.